# First Lady Michelle Obama
First Lady Michelle Obama est un tableau de l'artiste américaine Amy Sherald réalisé en 2018. Cette huile sur toile est un portrait de Michelle Obama figurant l'ancienne première dame des États-Unis assise dans une robe très ample, sa peau noire rendue en grisaille selon le style caractéristique de l'artiste. Tout comme President Barack Obama, le portrait contemporain fait de son époux par Kehinde Wiley, elle est conservée à la National Portrait Gallery, à Washington.